# 粵語長片
粵語長片，指香港1940至70年代初製作的粵語長篇電影，多為黑白畫質，大多以民間傳說和市井生活、人生百態為劇情題材，節奏比較緩慢。劇情反映當時低下層人民生活的境況，主角通常為人正直，遭小人多番陷害，吃了苦頭，得到同事、好友的同情、支持，最後雨過天青，受人敬重。亦有道德教育理念在其中，因而備受百姓歡迎。因這些片子能勾起市民美好的回憶，所以至今仍有人對粵語長片念念不忘。民間亦有稱為粵語殘片。所謂長片，按照電影節及電影獎項的標準，一般指60分鐘以上的影片，60分鐘以下，通稱為短片（例如：鮮浪潮國際短片節）。
1940年代為發展期；1950、60年代為鼎盛之時，星光熠熠、人才輩出、佳作紛陳，每年攝製量達二、三百部，差不多每天便有一部粵語片誕生，產量非常驚人；1960年代末開始急劇轉下。1973年，楚原重拍《七十二家房客》刷新票房纪录，之后许冠文、許冠傑的《鬼马双星》、《天才与白痴》、《半斤八两》等喜剧大受欢迎，粤语片才全面走向复苏，甚至反过来压倒国语片，成为香港電影的主要语言。香港電影自此改稱為「港產片」。
限於當時的技術、成本，粵語長片多為黑白畫質，部分以彩色畫質的，都冠以「七彩」二字於片名前，如《七彩胡不歸》、《七彩滿天神佛》等。
對於說粵語的長者而言，粵語長片的重要性和影響力，如同一日三餐，不可或缺。而部分港產片（如《新難兄難弟》）、港劇（如《難兄難弟》）等，亦常借鑒於粵語長片的經典元素。

## 歷史
粵語片乃起源於粵地引入有聲電影之時，自1930年代已有所出；上海的天一影片公司於1933年开拍首部有声粤语片《白金龙》，由薛觉先主演，导演邵醉翁（邵逸夫长兄）与汤晓丹，香港首映一月票房超过十万元，大获成功。开创了粤语片先河。1935-37年香港拍摄了157部电影，全部是粤语片。因国民政府时期推行國语，1937年后还严令禁止拍摄粤语片为代表的方言电影，从上海南下香港的各大电影公司长期以来几乎只拍摄国语片。多家电影公司组成的华南电影协会，发起大规模的「粤语片救亡运动」，迫使国民政府同意延迟三年执行。后抗日战争爆发，有关禁令不了了之。 
因為粵語片，而造就了一批又一批的香港影壇巨星，如謝賢、呂奇、蕭芳芳、陳寶珠、薛家燕、馮寶寶、雪妮、羅蘭、曾江、胡楓、周驄、張英才、林鳳、李香琴、南紅、嘉玲等，至今仍有部分演員活躍於娛樂圈。
1950年代，第一代紅星如吳楚帆、任劍輝、鳳凰女、吳君麗、白燕、張活游、張瑛等主演愛情文藝倫理片，紅線女、芳艷芬、鄧碧雲、白雪仙堪稱當年粵語片的四大花旦。
1966年後陳寶珠與蕭芳芳的青春片熱潮，謝賢、嘉玲、周驄、胡楓、薛家燕主演青春歌舞片、除了盧雨岐執導、鄧碧雲主演的喜劇，66至67年轉而以時裝動作片為主，由蔣偉光執導陳寶珠主演的《黑野貓》、《黑殺星》，蕭芳芳主演的《女殺星》、《金絲貓》電影。

## 分類

### 粵劇
粵劇，又稱大戲或廣東大戲。粵劇是頗受普羅大眾喜愛的粵語長片的一種，大多粵劇藝人在當時都離開了戲台，到片場去拍電影。其中有以下著名伶人：
- 任劍輝及白雪仙（簡稱「任白」）：是當時頂級紅星。任劍輝擅長反串生角配合白雪仙的旦角，她們合作拍了超過50部電影，包括《帝女花》、《紫釵記》等，成為恆久不衰的經典。

- 梁醒波：以身型肥胖、造型逗趣、扮演角色幽默而出名，行內人尊稱為「波叔」。所演的粵劇電影多與「任白」合作，故他們的組合稱為「任白波」。

- 麥炳榮：天生一副「沙喉」和牛精過人，故人稱「豆沙榮」和「牛榮」，其妻于素秋（于占元之女，亦是一位粵語長片演員）。麥炳榮聲線帶有滄桑之感，不像任劍輝、林家聲、何非凡等的柔情腔調。著名作品有《鳳閣恩仇未了情》。

- 譚蘭卿：同是以肥胖而成名於銀幕上，戲行人稱「六姑」。因其肥胖、嗓音大、樣子看起來有點威嚴，所以多扮演惡家婆和包租婆。多與梁醒波合作。

- 新馬師曾：原名鄧永祥，人稱「祥哥」或「新馬仔」。身材瘦小，多在粵劇電影中扮演正派人物、主角。其聲線悲愴高亢，別有一番風味。

此外，尚有靚次伯（人稱「四叔」，著名填詞人黎彼得之叔）、任冰兒（任劍輝之堂妹，人送美譽「二幫王」）、劉克宣、李香琴、林家聲、何非凡、羅艷卿、羅劍郎、朱少坡、半日安等。

### 武術電影
接近一百部由關德興飾演黃飛鴻的長篇功夫電影。起始為《黃飛鴻傳》（1949年），完結為《黃飛鴻勇破烈火陣》（1970年）。
這一系列的核心人物為飾演黃飛鴻的關德興和飾演與黃飛鴻敵對的石堅。此外，尚有一批璀璨的配角，如人稱「華探長」的曹達華、曾江、張英才、西瓜刨等名演員出演，在當時深受廣大觀眾喜愛。

### 神怪武俠片系列
限於技術、成本等因素，這一系列影片的特別效果多利用人手繪製。著名的武俠片有《如來神掌》系列，共拍了七部，其中五部由曹達華、于素秋主演；兩部由曾江、雪妮主演。此外，還有《白骨陰陽劍》、《仙鶴神針》等。

### 文藝倫理片
1950年代，受「左」思想影響，加上當時「粵語片大清洗運動」（為摒除粵語片粗製濫造而發起），吳楚帆、張瑛、張活游、白燕、紫羅蓮等21位電影工作者於1952年成立了「中聯影業公司」，以提高粵語片水準為己任，並製作了許多思想較進步的電影，如巴金先生的《激流三部曲 》：《家》、《春》、《秋》等。其他著名的電影有：《危樓春曉》、《大雷雨》、《紫薇園的秋天》、《錢》、《人倫》、《香港屋簷下》等。

### 青春歌舞片
一般以男女愛情為劇情，片中通常有歌有舞，如《影迷公主》、《姑娘十八一朵花》、《莫負青春》、《我愛阿哥哥》等。代表人物有陳寶珠、蕭芳芳、呂奇、謝賢、胡楓、雪妮、薛家燕、曾江、周驄等。

### 喜劇片
喜劇片因適宜廣大市民觀看，亦迎合男女老少的口味，所以出產較多。1950、60年代，喜劇片的代表人物有：新馬師曾、鄧寄塵、梁醒波、鄭君綿等，配角也是逗笑之人：高魯泉、矮冬瓜、周吉、西瓜刨、俞明等。

### 風月片
1970年代初，由於粵語片粗製濫造，在國語片、歐美片的左右夾擊下，粵語片不得不推出一些所謂的「風月片」（不算暴露，僅是露出肩膀或露出乳罩，仍時有物遮掩）。這個時期，粵語片演員有：譚炳文、鄭君綿、沈殿霞、杜平、俞明、周吉、李香琴等。
在這個時期，亦造就了一代「奇女子」 ─ 狄娜。

## 文化
1940至60年代的電影，雖多在片場攝製，但偶爾亦會透過外景說故事。實景拍攝有意無意間記錄了許多現今已消失或變化的地標，如啟德機場、前九廣鐵路火車總站、雍雅山房、荔園、皇后戲院等，舊戲院門前的烤魷魚、炒栗子等小販攤子均是影迷美好的回憶。舊戲院不單建築設計獨特，外牆懸掛一幅幅巨型手繪畫電影廣告畫，手工的精細度令每間戲院顯得獨一無二。巨型油畫由數十塊木板組成，在沒有電腦科技的協助下，十分講求畫師的功力。隨着大型戲院逐步改建為迷你戲院，加上電腦噴畫技術日益先進，至2000年，全港戲院已棄用手繪電影廣告畫。

### 教育
粵語長片還肩負道德倫理的教育，宣揚誠實、守望相助價值觀，由於當時父母都要外出工作，小朋友從電視吸收這些知識。此外，海外華人從粵語電影中聯繫祖先文化，當地華人第二代從電影中認識中華文化及生活習俗，起了溝通的功能。

### 飲涼茶看電視
1960年代，當時麗的電視和無線電視在每天早、午、晚均有粵語長片時段，如果家中沒有電視機的話，則唯有到涼茶舖去。當時，涼茶舖大都設有一部電視機，掛在高高的牆上，只要花一、兩毫港幣，喝一杯涼茶，便可坐兩小時，看一齣長片。

### 七日鮮
1950年代，由於市場蓬勃，供不應求，「七日鮮」是指從開鏡到拍攝，到後期剪輯、配樂、沖印等一些製作周期短的作品。而這裏的「七日」並非一個實數，而是一個形容時間很短的虛數，如1950-60年代時，因為好些作品從開機拍攝到上映僅有一個星期時間而被稱為「七日鮮」。
1950年代時常的出現這樣的「七日鮮」狀況，跟當時的電影環境有很大關係。首先，一部電影的一般製作時間為十天，超過十天就要額外加錢；其次，電影菲林十分昂貴，攝影機等也是昂貴器材，所以浪費不起，加上當時有四條電影院線專門放映粵語片，但不管影片有多好，一般只是上映五天，因為院商不希望製片商看到電影很賣座上映周期長而提高價錢對他們無利，於是他們聯合抵制製片商；第三，如果一部影片不賣座的話，可能僅是上映一兩天就被院商要求「下畫」或者「包底」（即不管影片的上座率如何，院商都將得到一定數額的收入），而影片發行公司則往往以新戲代替上映。在這些條件的共同作用下，香港電影在年產量上急劇增長，其中不乏粗製濫造的作品，只要有大牌明星壓陣，便有一定觀眾，不愁票房，於是電影公司加速開拍，不理質素，但求貨如輪轉，盡快上馬，結果出現大量粗制濫造的作品。也導致了1950年代中期的「粵語片清潔運動」。

### 吃雲吞麵的導演
粵語片圈中傳出過「雲吞麵導演」的故事，據說有位導演拍戲，喊了一句「開麥拉」（Camera）之後便出外吃雲吞麵，演員自己對著鏡頭演戲，待導演吃完雲吞麵回來後才喊「停機」。一頓雲吞麵，一個鏡頭直落，戲也差不多拍了一半。這當然是笑話成分居多，不過亦說明了當時粵語片的粗濫程度。

## 電視台播放
1970年代中，電視機普及香港家家戶戶，香港兩個免費粵語電視頻道，即無綫電視翡翠台及麗的電視一台（後來先後改稱亞洲電視中文台、黃金台、本港台 ，已於2016年4月2日停播），常於深夜及部份日間時段反覆播放粵語長片，其後多次削減。此外，香港電視台也有播映「國語長片」（台灣出品為主）及「英語長片」。
1980年代起，粵語長片的播放時段，一般為平日上午約10時（學校假期期間或會暫停播放）、部份星期六日下午約1時、每晚深夜約1時後，深夜時段更常會連續播放兩套。1995年11月6日起，無綫不再在日間播放粵語長片，深夜的播放數量亦多次削減。
2015年亞洲電視因陷入財政困難而出售近六百套粵語片版權，部分由無綫電視購得。
至今，粵語長片僅在無綫旗下的收費OTT平台MyTV SUPER粵語片台 24小時不間斷播放，其他所有電視頻道基本上不會播放。
2022年由於楚原及曾江先後離世，為悼念他們，翡翠台分別於2月27日及5月1日的星期日下午播放《可憐天下父母心》及《女黑俠木蘭花》，屬於臨時的安排。

## 衰亡
粵語片經過光輝燦爛的1950、60年代後，1970年代在國語片及歐美片的左右夾擊下，加上電視的普及化，一眾粵語片演員紛紛轉投電視節目，《歡樂今宵》這一個大型綜合節目就是一個很好的例子。
此外，戰後新一代成長，觀眾水準提高，粵語片未能追上時代轉變，反而國語片調節口味迎合粵語片觀眾，而觀眾對國語片的水準亦較有信心。加上謝賢、呂奇、蕭芳芳、陳寶珠當紅，大部分影片差不多都是他們主演，觀眾看膩了，也是轉看國語片的原因之一。及至臺灣片在香港受歡迎，一些戲院改為放映臺片，好些片商捨棄粵語片，轉拍國語片，令情況每況愈下。此消彼長之下，1960年代末，國語片的數量已凌駕粵語片。粵語片漸漸招架不住，走向衰落。
幸好1970年代新生代電影人冒起，新浪潮電影將粵語電影潮流再現，不過大家不再稱為粵語片，改稱「港產片」（縱然片中對白仍為粵語）。「粵語片」正式完成歷史使命，退出舞臺。但不少港產片情節，對白，場面，其實都有著粵語片的影子，都可以尋到粵語片的痕跡。
粵語長片的声画品质残旧，加上節奏緩慢，年輕族群普遍認為老土殘舊，以及粤语中“长”、“残”读音相近，所以也常被戲稱作「粵語殘片」。

## 評價
後世的電影配樂家金培達指出粵語長片的價值：「這些現在看來非常老套的橋段，相信是根據當時的生活實況而編寫的，亦得到當時的觀眾共鳴。常說香港能有今日的成就是因為前人的努力，但只有這些殘舊的影象和故事，才能讓我感受到一點他們的掙扎和奮鬥。」

## 參看
- 香港電影

## 外部參考
- 香港粵語片研究會 （页面存档备份，存于）
- 粵語長片雄霸一時 （页面存档备份，存于）
- 香港影片大全第六卷（1965-1969） - 前言
- 香港電影發展里程
- 香港電影發展史簡述 （页面存档备份，存于）